# NANOG
NANOG (англ. Nanog homeobox) – білок, який кодується однойменним геном, розташованим у людей на короткому плечі 12-ї хромосоми. Довжина поліпептидного ланцюга білка становить 305 амінокислот, а молекулярна маса — 34 620.
| 10         |  | 20         |  | 30         |  | 40         |  | 50         |
| ---------- |  | ---------- |  | ---------- |  | ---------- |  | ---------- |
| MSVDPACPQS |  | LPCFEASDCK |  | ESSPMPVICG |  | PEENYPSLQM |  | SSAEMPHTET |
| VSPLPSSMDL |  | LIQDSPDSST |  | SPKGKQPTSA |  | EKSVAKKEDK |  | VPVKKQKTRT |
| VFSSTQLCVL |  | NDRFQRQKYL |  | SLQQMQELSN |  | ILNLSYKQVK |  | TWFQNQRMKS |
| KRWQKNNWPK |  | NSNGVTQKAS |  | APTYPSLYSS |  | YHQGCLVNPT |  | GNLPMWSNQT |
| WNNSTWSNQT |  | QNIQSWSNHS |  | WNTQTWCTQS |  | WNNQAWNSPF |  | YNCGEESLQS |
| CMQFQPNSPA |  | SDLEAALEAA |  | GEGLNVIQQT |  | TRYFSTPQTM |  | DLFLNYSMNM |
| QPEDV      |  |            |  |            |  |            |  |            |

A: Аланін

C: Цистеїн

D: Аспарагінова кислота

E: Глутамінова кислота

F: Фенілаланін

G: Гліцин

H: Гістидин

I: Ізолейцин

K: Лізин

L: Лейцин

M: Метіонін

N: Аспарагін

P: Пролін

Q: Глутамін

R: Аргінін

S: Серин

T: Треонін

V: Валін

W: Триптофан

Кодований геном білок за функціями належить до репресорів, активаторів, білків розвитку. 
Задіяний у таких біологічних процесах, як транскрипція, регуляція транскрипції, альтернативний сплайсинг. 
Білок має сайт для зв'язування з ДНК. 
Локалізований у ядрі.